# Morsă
Morsele sunt mamifere mari, semi-acvatice, care trăiesc în mările reci din emisfera nordică. Există trei subspecii: de Atlantic, Odobenus rosmarus rosmarus, de Pacific, Odobenus rosmarus divergens și Odobenus rosmarus laptevi. Morsa de Pacific e puțin mai mare, masculul cântărind până la 1800 kg. 
Morsele sunt membre ale ordinului Pinnipedia. Sunt, de asemenea, singurele membre ale familiei Odobenidae. Cuvântul compus Odobenus provine din odous (din limba greacă - "dinte") și baino (limba greacă - "mers"), bazat pe observațiile efectuate asupra acestor animale atunci când ele se folosesc de colți pentru a ieși din apă. Rosmarus își are originea în cuvântul suedez pentru morsă. Divergens înseamnă în limba latină "care se despart", referindu-se la colți.

## Anatomie

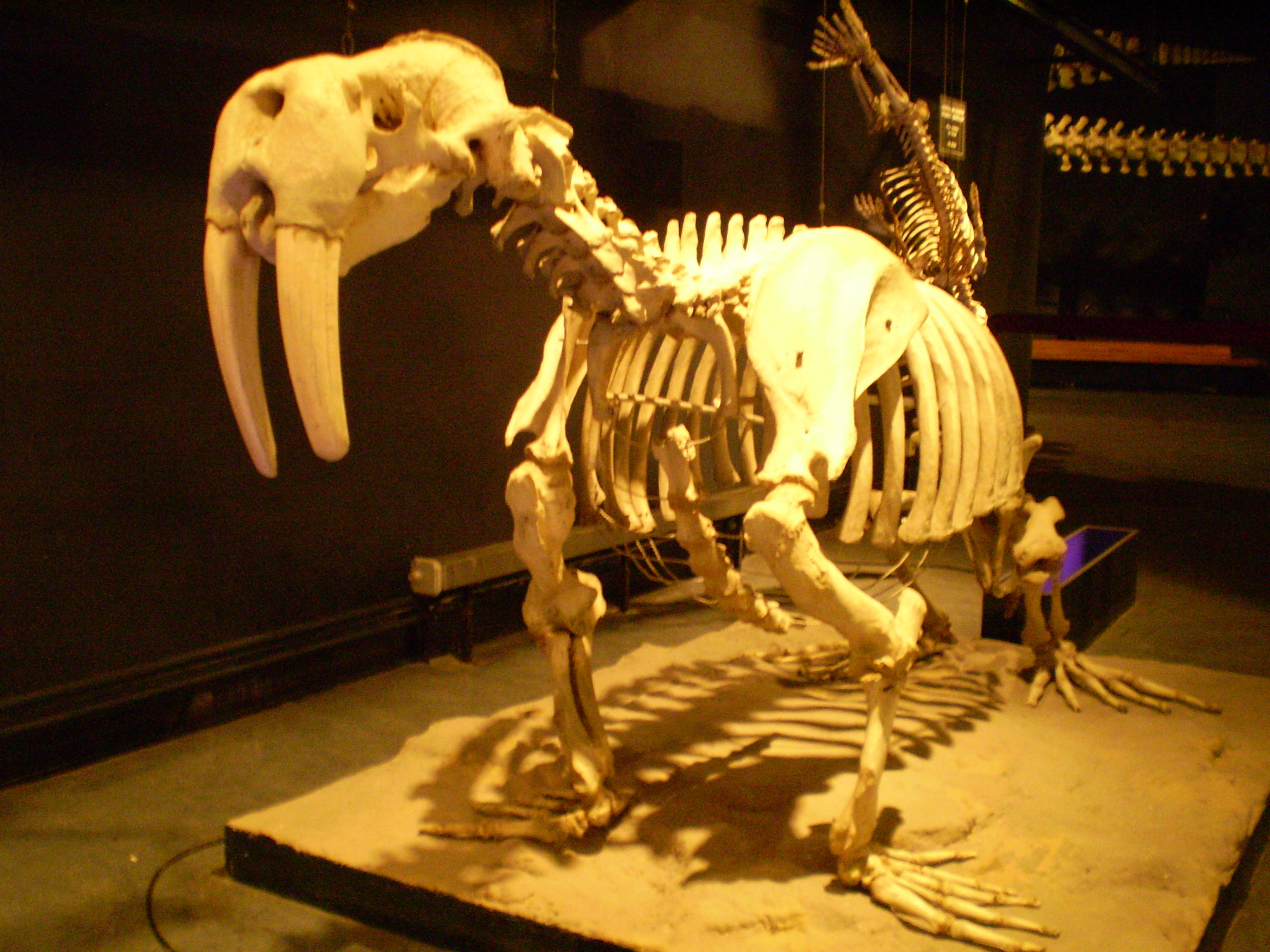
Scheletul unei morse

Fildeșul de morsă constă în cei doi canini inferiori ai unei morse. Colții unei morse pacifice pot atinge lungimea de un metru. Fildeșul de morsă este, de asemenea, sculptat și comercializat în comerț.

## Ciclu de viață
Morsele se împerechează în apă și nasc pui pe uscat sau pe sloiuri de gheață. Se hrănesc în apă, scufundându-se până la o adâncime de 90 m, uneori rămânând submerse până la jumătate de oră. Midiile și moluștele reprezintă o mare parte din dieta lor. Masculii se luptă pentru teritorii; câștigătorii acestor dueluri au dreptul de a se împerechea cu un număr mare de femele. Masculii mai în vârstă au deseori cicatrici mari ca urmare a acestor lupte sângeroase, dar care de obicei nu sunt fatale.
Morsele de Pacific își petrec vara în norsul strâmtorii Bering în Marea Chukchi, pe malul nordic al Siberiei de est, în jurul Insulei Wrangel, în Marea Beaufort pe coasta nordică a Alaskăi și în apele dintre aceste două locații.
Un număr mai mic de masculi își petrece vara în Golful Anadyr pe coasta sudică a Peninsulei Chukchi din Siberia și în Golful Bristol pe țărmul sudic al Alaskăi.
Primăvara și toamna, morsele se adună în strâmtoarea Bering, pe țărmurile vestice ale Alaskăi și în Golful Anadyr. Iernează în sudul mării Bering, de-a lungul țărmului estic al Siberiei până în parte nordică a peninsulei Kamchatka și de-a lungul țărmului sudic al Alaskăi.
Sezonul de împerechere a morselor este în mijlocul iernii, când ele se află în sudul Mării Bering. Împrerechearea propriu-zisă are loc probabil în apă. După fertilizare, ovulul rămâne în hibernare pentru câteva luni, apoi urmează o perioadă de gestație de 11 luni. Când se naște un pui, el are circa 1 m și este capabil să înoate. Nașterile au loc pe sloiuri de gheață; puiul este alăptat timp de 2 ani, și petrece cu mama sa 3-5 ani. Femelele devin mature la aproximativ 6 ani, iar masculii la 9--10 ani. O morsă trăiește aproximativ 50 de ani.
Morsele își petrec aproape jumătate din timp în apă și jumătate pe plaje sau pe sloiuri de gheață, unde se adună în turme mari. Își petrec câteva zile în continuu pe mare sau pe uscat. În apă prind uneori pești, dar de obicei caută midii, cărora le sug conținutul din cochilii. Urmele de abraziune de pe colți arată faptul că aceștia sunt târâți prin nisip, dar nu folosiți la săpat. Pot, de asemenea, să producă jeturi de apă pentru a găsi scoici. Morsele au fost văzute atacând narvali și foci dacă nu găsesc alte surse de hrană.
A nu se confunda morsele (cum greșit e scris în introducere) cu elefanții de mare, foci din genul Mirounga, reprezentând cele mai mari pinipede, la care masculul e de 3 ori mai mare decât o morsă mare.

## Populație

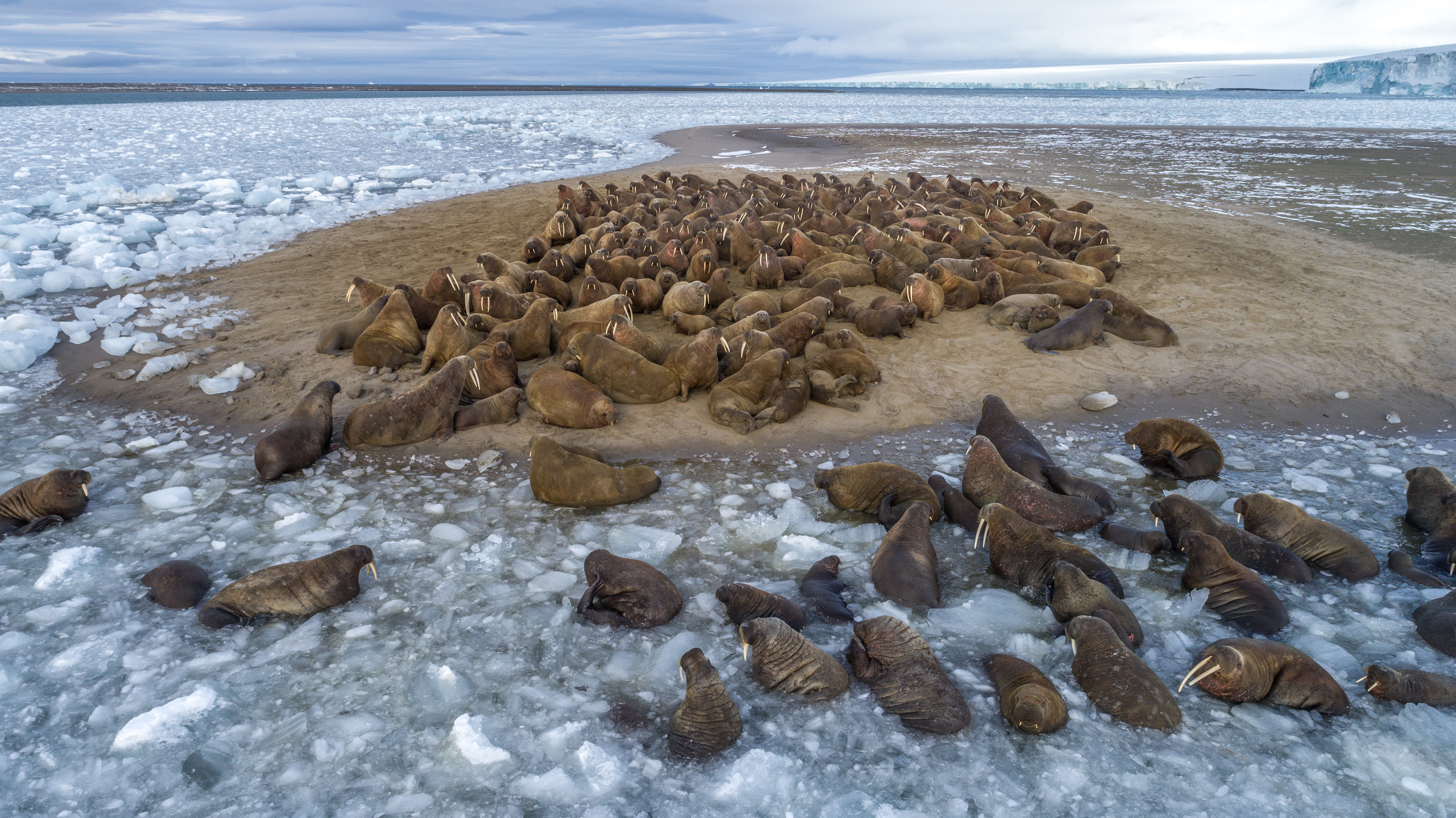
Morse în Arhipelagul Franz Josef, Rusia

Există aproximativ 200000 de morse de Pacific; băștinașii din Alaska omoară circa 3000 pe an. Morsele își folosesc colții lungi (canini alungiți) pentru lupte și pentru atragerea sexului opus. Oamenii folosesc fildeșul din colți pentru sculptat. Nativii numesc osul penisului unui mascul oosik și îl folosesc pentru a crea cuțite. Morsele au doar trei dușmani naturali: oamenii, orca și ursul polar. Urșii polari vânează doar morsele bolnave sau puii, care rămân în urma turmei.
Legi federale din SUA și Canada protejează morsele și stabilesc limite pentru vânatul anual. Doar în circumstanțe deosebite i se permite unei persoane străine de aceste câteva comunități să vâneze morse legal. Legea interzice exportul de colți neprelucrați din Alaska, dar produsele pe bază de fildeș de morsă pot apărea pe piață dacă sunt sculptate de un meșteșugar nativ.
Există aproximativă 15000 de morse de Atlantic: ele trăiesc în zona arctică canadiană, în apele Groenlandei, ale Svalbard și în zona vestică a Rusiei arctice. Morsa de Atlantic s-a bucurat la un moment dat de un teritoriu care se întindea până la Capul Cod, în sud, și apărea în număr mare în Golful Sf. Laurențiu.

## Trivia
Savoonga, Alaska se mai numește și "Capitala mondială a morselor".